# Terri Schiavo
Pour les articles homonymes, voir Schiavo.
Terri Schiavo (née Theresa Marie Schindler le 3 décembre 1963 - 31 mars 2005) est une Américaine, figure emblématique de la polémique sur l'euthanasie. Son cas a fait plusieurs fois la une de la presse aux États-Unis à la suite des poursuites judiciaires entamées par ses parents pour la maintenir en vie malgré l'avis des médecins.
Elle fut victime d'un arrêt cardiaque prolongé, à la suite d'une hypokaliémie (chute du taux de potassium) due à des vomissements répétés et excessifs (elle était boulimique). Cet arrêt cardiaque a engendré de graves lésions cérébrales irréversibles. En 1991, soit 14 ans avant sa mort, elle était considérée par les médecins comme ayant sombré dans un état végétatif permanent et donc irréversible, bien qu'elle fût capable de certains mouvements et d'expressions du visage. 
En 1998, son ex-mari Michael Schiavo fit la demande légale que l'on cesse de la nourrir. Ses parents, Robert et Mary Schindler, s'y opposèrent et entamèrent une longue procédure judiciaire visant à maintenir leur fille en vie. Ils ont été déboutés, tant par la justice de Floride que par la justice fédérale qui estima que Terri n'aurait pas souhaité continuer à vivre de cette façon, malgré une intervention controversée du Congrès à l'initiative du président américain George W. Bush qui visait à la maintenir en vie.
Elle meurt le 31 mars 2005, après que le cathéter qui la nourrissait a finalement été débranché.
L'épisode Potes pour la vie de la série South Park diffusé la veille de la mort de Terri Schiavo parodie l'événement.